# グーデンスベルク
グーデンスベルク (ドイツ語: Gudensberg, ドイツ語発音: [ˈguːdn̩sbɛrk]) は、ドイツ連邦共和国ヘッセン州北部のシュヴァルム＝エーダー郡に属す小都市である。グーデンスベルクは、オーベルンブルク城趾でも知られている。

## 地理

### 位置
グーデンスベルクはハービヒツヴァルト自然公園の南東端に位置しており、カッセルの南約 20 km、フリッツラーの北東 10 km にあたる（距離はともに直線距離）。南西部の市区ドルラと南部の市区オーバーフォアシュッツはエーダー川の支流エムス川に面しており、中核市区とマーデン市区をそのエムス川の支流ゴルトバッハ川が流れている。

### 隣接する市町村
グーデンスベルク市は、北と北東はエーダーミュンデ、東はフェルスベルク市のエーダー川下流沿いの市区と境を接する。南と南東は、やはりフェルスベルク市のエムス川下流沿いの市区と接している。南から南西さらには西にかけてはフリッツラーの市区が位置する。北西はグライヒェン市区がニーデンシュタインと境を接するが、この方角にはハービヒツヴァルト自然公園に属すランゲン山地のオーデンベルク（山）がそびえている。ランゲン山地の北辺はシャウエンブルクとの市境をなしている。

### 市の構成
1974年の地域再編以降、ドイテ、ディッセン、ドルラ、グライヒェン、マーデン、オーバーフォアシュッツがグーデンスベルクの市区となっている。

## 歴史
グーデンスベルク周辺には数多くの先史・古代の遺跡が存在している。ラムスベルクではレッセナー文化（新石器時代中期の文化）の出土品が発掘されている。1938年にオーデンベルクとグーデンスベルクとの間で紀元前4000年頃の線帯文土器文化時代の入植地跡と紀元前後の鉄器時代の入植地が発掘された。1899年、鉄道工事の際にカッセラー・クロイツで紀元前1000年頃の火葬墳墓の跡が発見された。2007年の夏から秋にかけては、グーデンスベルクとマーデンとの間で紀元前5500年から4900年頃の新石器時代の重要な入植地跡が発掘された。この遺跡では、数多くの典型的な長堂跡、豚を焼くための炉の穴、穀物の貯蔵穴、数多くの人の墓、穀物を挽いた臼、陶片が発掘されている。
10世紀には、グーデンスベルクの「ホーフ・ヴォーデンスベルク」で三圃式農業が営まれていた。グーデンスベルクは、1121年にギーゾ4世（1070年頃 - 1122年）が Udenesberc の伯と自称したことにより、初めて文献に記録された。この名前はおそらく、地名学上の推論によれば、Odinsberg （オーディンの山）に由来する。オーディンは古代ゲルマン時代にこの地にあったカッティ族がゲルマンの最高神として崇拝した神である。1672年には Wutansberg として文献に記録されている。
中世になると、山上にオーベルンブルク城が建設され、ヴェルナー家出身の、後にはギーゾン家のヘッセンのガウの伯の本拠地となった。その後、近くのマーダー・ハイデに民会場を設けた伯は、しばしばマーデン伯とも称した。1122年のヘドヴィヒ・フォン・グーデンスベルクと後のテューリンゲン方伯ルートヴィヒ1世との結婚により、ギーゾン家の男性家系が断絶した1137年から1247年までグーデンスベルクはルードヴィング家のテューリンゲン方伯またはその弟の所領となった。また、グーデンスベルクからヘッセンの一部を統治したため、場合によってグーデンスベルク伯ともヘッセン伯とも称した。こうしたグーデンスベルク伯の一人がコンラート・フォン・テューリンゲンで、彼は1232年にマインツ大司教領の都市フリッツラーを包囲し、これを奪取した後、焼き払った。ルードヴィング家の方伯の弟の宮廷所在地としてグーデンスベルクは繁栄した。1170年頃から1180年までに街は市壁で囲まれ、1254年には「都市」として記録されており、都市構造は13世紀の初めまでに整備された。

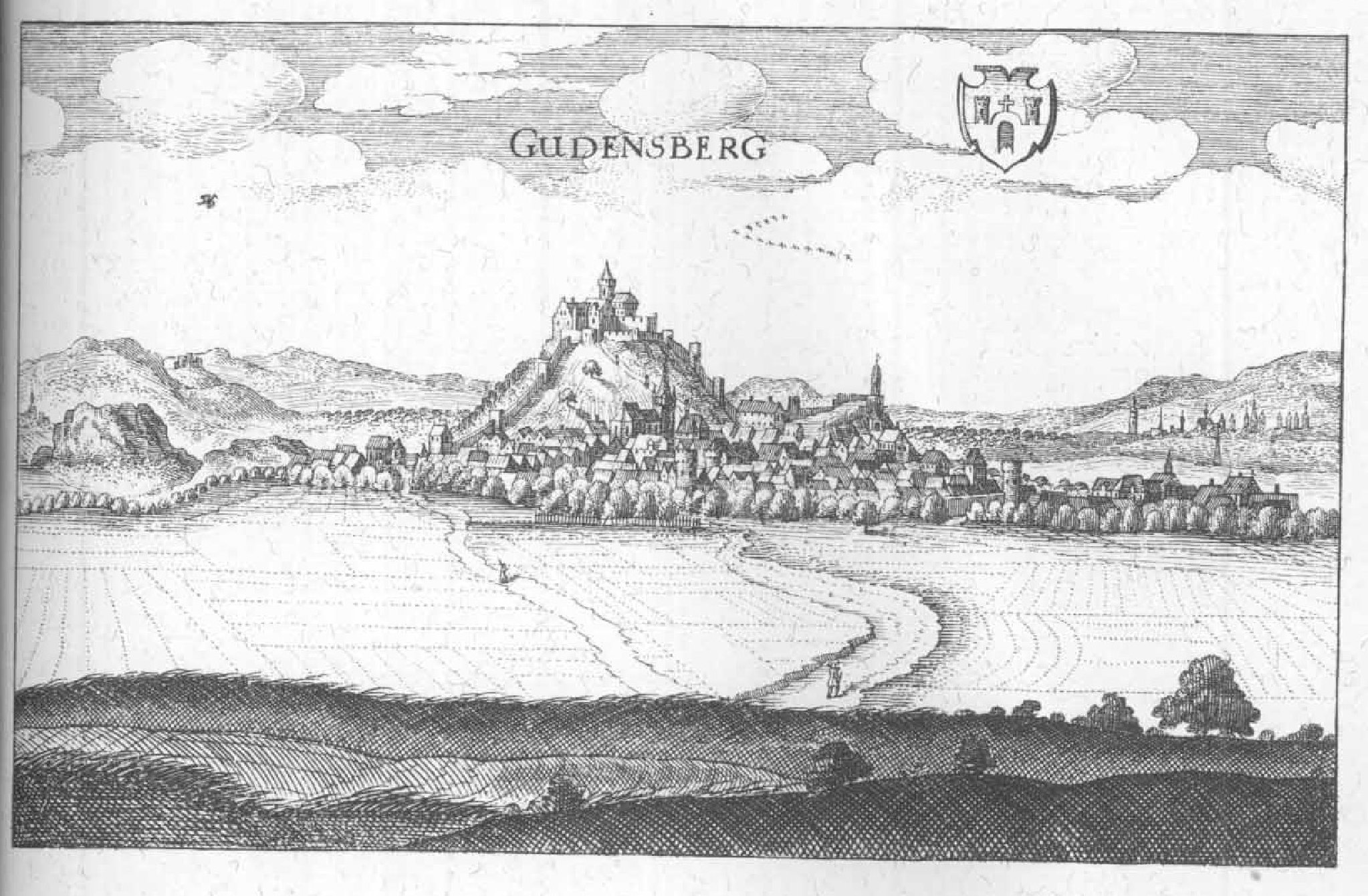
1655年に出版されたマテウス・メーリアンの銅版画に描かれたグーデンスベルク

ルードヴィング家一門で最後のテューリンゲン方伯となったハインリヒ・ラスペの死後、テューリンゲン＝ヘッセン継承戦争によるテューリンゲンの分割がなされた。グーデンスベルクはテューリンゲンから分離され、聖エリーザベトの孫にあたるハインリヒ1世のものとなった。彼は1247年にマーダー・ハイデで初代ヘッセン方伯となった。1300年にハインリヒ1世はニーダーヘッセンの行政中心をグーデンスベルクからカッセルに遷した。彼は1277年からカッセルに住んでいたのであった。これにより、グーデンスベルクは、政治上も、運営管理上も、その重要性を喪失した。しかし、1324年になってもなおグーデンスベルクは「Hauptstadt vom Nyderlandt zu Hessen」（ヘッセン低地地方の首都）と表記されている。1365年にハンセン病患者のための聖霊病院が設立された。
マインツ大司教とヘッセン方伯との間で何度も戦われたフェーデにおいて、グーデンスベルクはヘッセン側の主要防衛拠点であり、再三にわたって甚大な被害を被った。1387年9月2日にグーデンスベルクとヴェニゲンブルクがマインツ軍によって占領され、焼き払われた（ただしオーベルンブルクは占領を免れた）。その1年後、マインツ大司教アドルフは、その前年に荒廃を免れたあらゆるものを破壊した。
火災はこの街を繰り返し苛んだ。1587年、この街は不注意から火災となった。1640年、グーデンスベルクは三十年戦争に際して、皇帝軍によって焼き払われた。この時の略奪によって哲学者で神学者のダニエル・アンゲロクラーターは全財産を失った。
1626年にティリー伯はグーデンスベルクにヘッセンの都市代表による議会を招集した。彼はそこでヘッセン＝カッセル方伯モーリッツを退位させようとしたが、失敗した。その翌年（1627年）、マーダー・ハイデに招集されたヘッセンの等族議会でモーリッツは統治権を息子のヴィルヘルムに譲位することを強いられた。最後のヘッセン議会は、1654年にマーダー・ハイデに招集された。
七年戦争では、1761年にオーベルンブルクの一部がジョン・マナーズ率いるイギリス軍による攻撃で甚大な被害を受けた。1806年、フランス軍がオーベルンブルクの残り部分を略奪し、これを完全に破壊した。市門は、交通の障害になるとして1823年に解体された。
1807年から1813年まで、グーデンスベルクはヴェストファーレン王国内のグーデンスベルク小郡の行政中心地であった。

### 歴史資料
グーデンスベルクの市のアーカイブはヘッセン州立マールブルク文書館に収蔵されている。この史料は完全に公開されており、オンラインで閲覧可能である。

### ユダヤ人コミュニティ
グーデンスベルクには17世紀に繁栄したユダヤ人コミュニティ（ケヒッラー）があった。1871年には194人のメンバーがあり、近隣のマーデンやオーバーフォアシュッツといった村落の住民とともに依然強固なコミュニティを形成していた。
グーデンスベルクは18世紀末には、この地域のユダヤ人社会では重要な街であった。1788年から1797年までこの街で4回のユダヤ人議会が開催された。この会議の会期はそれぞれ3週間から5週間で、すべてのユダヤ人納税者が出席しなければならないというものであった。ヘッセン＝カッセル領内での最後のユダヤ人議会も、1807年にグーデンスベルクで開催された。1830年以降、グーデンスベルクはフリッツラー郡およびメルズンゲン郡のラビの所在地であった。このうち、最も有名なラビがモルデヒャイ・ヴェッツラー（1801年 - 1878年）であった。コミュニティの施設には、シナゴーグ、ユダヤ人学校、ミクワー、オーバーフォアシュッツのユダヤ人墓地があった。
1825年に初めて記録されたユダヤ人学校は、ヴェッツラーもそこで教鞭を執った学校であり、この種のものとしてはニーダーヘッセンで最も古いものである。この学校では、1877年には26人、1882年には 48人の生徒が学んだ。シナゴーグの近くにあったこの学校は、1934年1月1日に国家社会主義者によって閉鎖された。この頃には、14人の生徒がここで学んでいた。最後の教師はヘルマン・シュテルンであった。
大きな石造建築のグーデンスベルクのシナゴーグは約 280人の信者を収容できた。この建物は1840年 - 1843年にカッセルの建築家アルブレヒト・ローゼンガルテンによって建設された。ローゼンガルテンは、カッセル、ハンブルク、ヴィースバーデン、ウィーンの大規模なシナゴーグを建設した人物である。このシナゴーグは1937年に閉鎖され、翌1938年に民間に売却された。その後倉庫として利用されたが、徐々に老朽化が進行した。1985年にこの建物は保護文化財に指定され、1991年市がこれを買い上げ、1995年に文化施設として根本的改築がなされた。
1933年1月30日の時点で、市には124人のユダヤ人が住んでいた。グーデンスベルク、マーデン、オーバーフォアシュッツ出身、またはそこに長く住んでいた者の内、少なくとも60人が強制収容所に送致され、そこで殺害されるか、または行方不明になっている。1938年5月、最後のユダヤ人一家がグーデンスベルクを離れ、繁栄したユダヤ人コミュニティの歴史は幕を閉じた。2009年3月に市内の様々な場所に、かつてのユダヤ教信者を追憶する、いわゆる「シュトルパーシュタイン」（つまずきの石）が設けられた。

## 行政

### 市議会
グーデンスベルクの市議会は、31議席からなる。

## 文化と見所

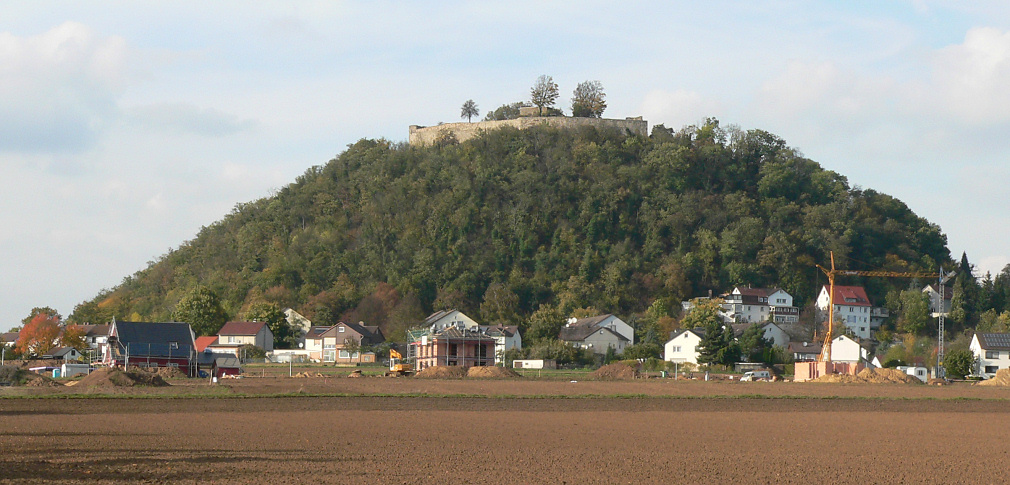
城山の上に建つオーベルンブルク城趾

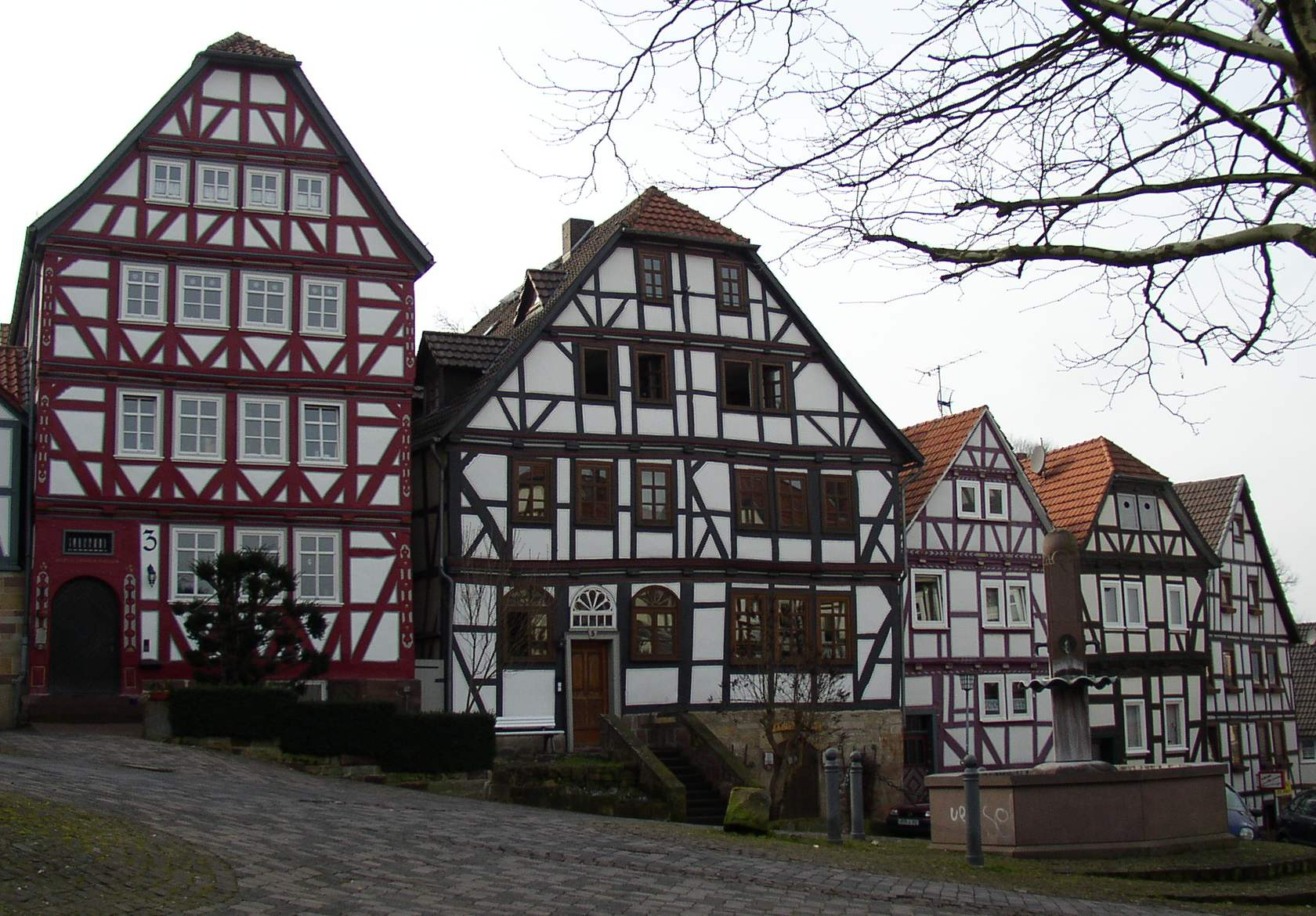
グーデンスベルクのアルター・マルクト（旧市場）

### 建造物
市の高台であるシュロスベルク（城山）の上にオーベルンブルク城趾がある。その姉妹城砦であるヴェニゲンブルクは城山の麓の小さな丘にある。オーベルンブルクから下がった鞍部には市外防衛施設の一部であった塔が遺されている。高さ 306 m の山頂からは、マーダー・ハイデ、ネンケル山、オーデンベルク（山）の素晴らしい眺望を楽しむことができる。
市の中核部には、多くは木組み建築の、様々な歴史的建造物が遺されている。たとえば、ルネサンス様式の玄関部を持つ旧役所、1642年建造の牧師館、1643年に設けられたレントホーフ、市内で最も古い建物である1596年建造の都市農民の館がある。プロテスタントの聖マルガレーテ教会は、14世紀のゴシック建築に、15世紀から16世紀にかけて増改築を行ったものである。カッセル通りとフリッツラー通りとの角に聖霊病院がある。これは、1365年にハンセン病患者のために設立され、18世紀に入るまで何度も増築された。古典主義建築の
市庁舎は、1839年の建造である。ヒンターガッセには、1840年 - 1843年に建造され、1995年に改築された後文化施設として利用されている旧シナゴーグがある。この他、旧市街には18世紀から19世紀の歴史的な墓碑が遺る旧墓地がある。興味深いのは、教会墓地の囲い壁の石材に刻まれた馬蹄型の刻印である。この石の刻印はカール大帝の馬型であり、戦争で破壊されて現在は失われたオーデンベルク近くのカールス教会のものであった。

### 自然文化財
ディッセン市区の印象的なランドマークが、玄武岩の山シャルフェンシュタインである。その形状から、多くのクライマーがここを訪れる。この他のグーデンスベルク近郊の美しい山には、マーダー・ハイデの縁にあるマーダー・シュタイン、オーデンベルク、ヴァルトベルクがある。
1899年、軽便鉄道グリフテ - グーデンスベルク線の建設工事の際、ハルシュタット時代にあたる紀元前10世紀の帯状石器の墳墓跡が発見された。
ディッセンにはドルメンがある。シャルフェンシュタインの北に位置するカッティ族の聖域であったグリスボルンは、あまり目立たないが、伝説に包まれている。ここには聖なる力が込められており、その力は神に由来するのだと信じられていた。グーデンスベルクの市の森にはラウタリウスグラーブ（墓地遺跡）がある。
グーデンスベルクとマーデンとの間にあるヴォータンシュタイン（ヴォータンの石）というメンヒルには伝説がある。悪魔が、フリッツラーの聖ボニファティウスの最初の礼拝堂を破壊したが、この岩が袖に絡まりここに墜落したというものである。
グーデンスベルクからカッセルへ向かう通りの、グーデンスベルクの北の十字路には、14世紀のゴシック様式の石造の十字架、カッセラー・クロイツが建っている。これはおそらく、無名の石工の贖罪の十字であると考えられる。高さ 1.2 m、幅 0.6 m のこの十字架が供えられた理由は分かっていない。この十字架は1642年 - 1646年に製作されたマテウス・メーリアンの「Topographia Germaniae」のグーデンスベルクの版画に初めて描かれている。
- グーデンスベルク城趾
- ヴェニゲンブルク
- シャルフェンシュタイン

## 経済と社会資本

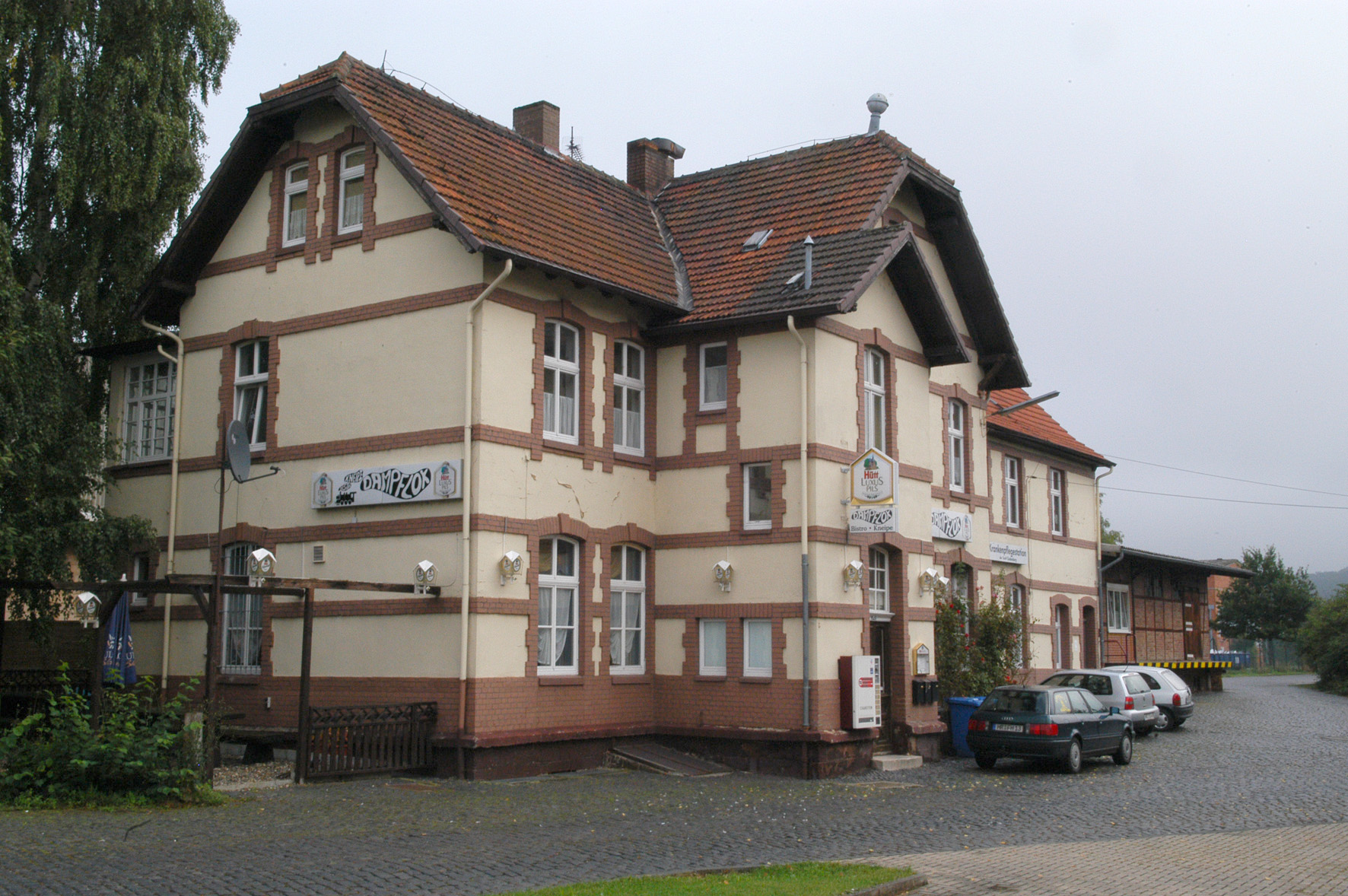
旧グーデンスベルク駅

### 交通
グーデンスベルクはアウトバーン A49号線沿いに位置している。急行のバス路線がグーデンスベルクとカッセル、フリッツラー、あるいはバート・ヴィルドゥンゲンやフランケンベルク (エーダー)とを結んでいる。

### グリフテ - グーデンスベルク軽便鉄道
この軽便鉄道の建設は、1898年に始まった。フランクフルト - カッセルの幹線に接続するグリフテ - グーデンスベルク軽便鉄道は1899年7月15日に開通した。営業距離は全長 7.72 km で、駅は 4つしかなかった。
- グリフテ 0.00 km
- ハルドルフ 2.58 km
- ディッセン 4.25 km
- グーデンスベルク 7.72 km

旅客運行は、1954年12月31日に廃止された。その後は、グーデンスベルク包装機械製造が、週に1度だけ製品を運ぶのにこの路線を利用した。路線は1980年頃に撤去され、鉄道の築堤は現在、自転車道や遊歩道として利用されている。

### 地元企業
- Big Drum
- GST Stanztechnik
- Stanz- und Presswerk Lindner
- Deutscher Paketdienst
- KLAWA-Anlagenbau (Bodenschlammräumer)
- Novus Deutschland GmbH
- Rudolf Logistik

### 教育
この街には、幼稚園が3園、基礎課程学校が2校、学校天文台がある総合学校が1校、養護学校が1校ある。

## 人物

### ゆかりの人物
- ハインリヒ・ラスペ（1204年 - 1247年）テューリンゲン方伯
- コンラート・フォン・テューリンゲン（1206年 - 1240年）ヘッセン＝グーデンスベルク伯

## 引用
1. ↑  Hessisches Statistisches Landesamt: Bevölkerung in Hessen am 31.12.2023 (Landkreise, kreisfreie Städte und Gemeinden, Einwohnerzahlen auf Grundlage des Zensus 2011)]
2. ↑  Max Mangold, ed (2005). Duden, Aussprachewörterbuch (6 ed.). Dudenverl. p. 379. ISBN 978-3-411-04066-7
3. ↑  Übersicht über den Bestand "Stadtarchiv Gudensberg" ヘッセン・アーカイブ・文書・情報システム（2011年11月14日 内容確認）
4. ↑  Stolpersteine sollen Erinnerung wachhalten（2011年11月14日 内容確認）